# Nghị quyết 1874 của Hội đồng Bảo an Liên Hợp Quốc
Nghị quyết 1874 của Hội đồng Bảo an Liên Hợp Quốc được Hội đồng Bảo an Liên Hợp Quốc nhất trí thông qua vào ngày 12 tháng 6 năm 2009. Nghị quyết này, thể theo Chương VII, Điều 41 của Hiến chương Liên Hợp Quốc, thi hành sự trừng phạt về kinh tế và thương mại đối với Cộng hòa Dân chủ Nhân dân Triều Tiên (Bắc Triều Tiên) và khuyến khích các quốc gia thành viên Liên Hợp Quốc lục soát tàu hàng của Bắc Triều Tiên, sau vụ thử hạt nhân dưới lòng đất do nước này thực hiện vào ngày 25 tháng 5 năm 2009.

## Điều khoản
Các điều khoản của nghị quyết bao gồm:
- Cho phép các quốc gia thành viên thực hiện lục soát, "thể theo nhà chức trách và luật pháp của quốc gia, nhất quán với luật pháp quốc tế", các tàu hàng của Bắc Triều Tiên trên đất liền, dưới biển, và trên không, để phá hủy bất cứ hàng hóa nào bị nghi là có liên hệ đến chương trình hạt nhân của CHDCND Triều Tiên[2].
- Yêu cầu chính phủ Bắc Triều Tiên lập tức quay trở lại Đàm phán sáu bên và rút lại tuyên bố rút khỏi Hiệp ước không phổ biến hạt nhân[3].
- Ngăn cản các dịch vụ tài chính có thể phục vụ cho chương trình hạt nhân hoặc tên lửa đạn đạo[4].
- Chỉ thị cho các quốc gia thành viên không được hỗ trợ tài chính cho chương trình hạt nhân của CHDCND Triều Tiên, hoặc cho nước này vay nợ, ngoại trừ vì lý do nhân đạo hoặc phát triển[4].
- Mở rộng sự cấm vận vũ khí đối với Bắc Triều Tiên bằng cách cấm tất cả việc xuất khẩu vũ khí từ quốc gia này và phần lớn sự nhập khẩu vào quốc gia này, ngoại trừ vũ khí bộ binh, vũ khí hạng nhẹ và các thiết bị liên quan – mặc dù các quốc gia thành viên phải thông báo với Hội đồng Bảo an năm ngày trước khi bán vũ khí[5][6].
- Đòi hỏi Bắc Triều Tiên dừng chương trình vũ khí hạt nhân của nước này và không được tiến hành các vụ thử hạt nhân và tên lửa nào khác[5].
- Yêu cầu các quốc gia thành viên thông báo cho Hội đồng Bảo an các bước đang tiến hành để thực hiện nghị quyết trong vòng 45 ngày[7].
- Khẳng định sự ủng hộ một giải pháp hòa bình, ngoại giao cho tình huống[7].

## Thông qua
Với việc nhất trí thông qua nghị quyết, Hội đồng đã lên án vụ thử hạt nhân là sự "vi phạm và rõ ràng không tôn trọng" các nghị quyết 1695 và 1718 trước đây của Hội đồng. Nghị quyết này giờ đây đã gắn liền với luật pháp quốc tế.

### Các thành viên thường trực Hội đồng Bảo an
- Cộng hòa Nhân dân Trung Hoa: Đại sứ Trương Nghiệp Toại nói rằng Trung Quốc đã bỏ phiếu ủng hộ nghị quyết vì những hành động của Bắc Triều Tiên đã "không tôn trọng mục tiêu chung của cộng đồng quốc tế". Tuy nhiên, ông nhấn mạnh rằng cần sử dụng các biện pháp ngoại giao thay vì chỉ thực hiện trừng phạt, và nghị quyết không nên "ảnh hưởng bất lợi lên sự phát triển của đất nước, hoặc sự hỗ trợ nhân đạo cho nước này"[8]. Ông cũng thúc giục chống lại việc sử dụng vũ lực khi kiểm soát tàu hàng Bắc Triều Tiên[9].
- Pháp: Đại sứ Jean-Maurice Ripert lưu ý rằng CHDCND Triều Tiên đã "thực hiện một chương trình hạt nhân bí mật" khiến tăng nguy cơ của nước này. Ông nói rằng quốc gia này đã làm tăng thêm sự căng thẳng trong khu vực với việc bắn tên lửa và Hội đồng Bảo an đã đáp trả cho hành động đó bằng những lệnh trừng phạt cứng rắn lên chế độ, mặc dù ông có nhắc đến việc Hội đồng có lo ngại cho dân chúng[8].
- Nga: Đại diện ngoại giao Vitaly Churkin nói rằng những giới hạn được đưa ra "về bản chất là quan trọng và đúng mục tiêu", và "ràng buộc rõ ràng với việc kết thúc chương trình tạo tên lửa hạt nhân của CHDCND Triều Tiên"[10]. Ông nhấn mạnh rằng sự trừng phạt không nhắm vào nhân dân Triều Tiên, là vấn đề quan tâm chủ yếu của phái đoàn ông. Ông cũng nhấn mạnh rằng những sự trừng phạt sẽ được dỡ bỏ nếu Bắc Triều Tiên hợp tác[8].
- Vương quốc Liên hiệp Anh và Bắc Ireland: Phó đại sứ Philip Parham nói rằng sự thông qua nghị quyết cho thấy "cộng đồng quốc tế đã thống nhất trong việc lên án các hành động hạt nhân của Bắc Triều Tiên"[3].
- Hoa Kỳ: Đại diện ngoại giao Rosemary DiCarlo nói rằng nghị quyết đã tạo ra "sự trừng phạt mạnh hơn hẳn" đối với Bình Nhưỡng để thuyết phục họ từ bỏ chương trình vũ khí hạt nhân[9]. Sau đó, Đại sứ Hoa Kỳ tại Liên Hợp Quốc Susan Rice cũng tuyên bố rằng nghị quyết là "chưa từng có" và "có răng để cắn" (nguyên văn: "teeth that will bite")[11]. Nghị quyết là một "câu trả lời mạnh mẽ và thống nhất quốc tế" đối với vụ thử thiết bị hạt nhân[8].

### Thành viên không thường trực Hội đồng Bảo an Liên Hợp Quốc
- Úc: Đại sứ Thomas Mayr-Harting nói rằng nghị quyết là một câu trả lời "rõ ràng, thích hợp và thẳng thắn" đối với các hành động của Bắc Triều Tiên. Ông kêu gọi quốc gia này quay lại Hiệp ước Cấm thử nghiệm hạt nhân toàn diện (CTBT)[8].
- Burkina Faso: Phó đại diện Paul Robert Tiendrébéogo đã ủng hộ nghị quyết và nhấn mạnh nguyện vọng của đất nước ông cho một thế giới phi hạt nhân và quyền sử dụng năng lượng hạt nhân với mục đích hòa bình. Ông kêu gọi Bắc Triều Tiên hợp tác với Cơ quan Năng lượng Nguyên tử Quốc tế, đàm phán sáu bên và những cơ quan khác, nhấn mạnh rằng quốc gia này nên "chọn đối thoại"[8].
- Croatia: Đại sứ Ranko Vilović nói rằng sự trừng phạt không nhắm tới người dân Bắc Triều Tiên, nhưng kêu gọi Bắc Triều Tiên tán thành Hiệp ước CTBT và cuộc đàm phán sáu bên[8].
- Costa Rica: Đại diện thường trực Jorge Urbina nhắc lại quan điểm của toàn Hội đồng, và thôi thúc quốc gia này quay trở lại các hệ thống đối thoại của quốc tế[8].
- Nhật Bản: Đại diện thường trực Yukio Takasu hoan nghênh nghị quyết, mô tả các hành động của CHDCND Triều Tiên là "hành vi thiếu trách nhiệm" tạo sự đe dọa cho quốc gia của ông. Ông hy vọng rằng nghị quyết được thông qua sẽ thay đổi những hành động của Bắc Triều Tiên[8]. Thủ tướng Nhật Bản Aso Taro cũng thôi thúc Bắc Triều Tiên xem xét nghị quyết "một cách nghiêm túc"[12].
- Libya: Đại diện thường trực Abdurrahman Mohamed Shalgham nói rằng thế giới sẽ không được hưởng sự an toàn cho đến khi nào tất cả các vũ khí hạt nhân bị tiêu trừ. Ông nói rằng cộng đồng quốc tế đã không tưởng thưởng cho Lybia vì đã ngừng chương trình hạt nhân của họ và hy vọng một lệnh trừng phạt tương tự sẽ được áp dụng cho Israel. Shalgham cũng nói rằng dù nước ông bình thường không ủng hộ lệnh trừng phạt có thể gây nguy hại đến dân chúng, trong trường hợp này đây là cách tốt nhất để mang lại một giải pháp cho tình huống[8].
- Mexico: Đại sứ Claude Heller nói rằng nghị quyết là một "thông điệp rõ ràng" rằng các hành động của Bắc Triều Tiên là không thể chấp nhận được đối với cộng đồng quốc tế. Ông nhấn mạnh rằng các hành động gần đây của CHDCND Triều Tiên đã vi phạm các nghị quyết của Hội đồng Bảo an và phá hoại nguyện vọng cho một thế giới phi hạt nhân và hối thúc Bắc Triều Tiên ngưng các vụ thử hạt nhân khác "hoàn toàn và vĩnh viễn"[8].
- Thổ Nhĩ Kỳ: Phát ngôn đại diện cho quốc gia, Chủ tịch Hội đồng đương nhiệm Baki İlkin nói rằng các hành động gần đây của Bắc Triều Tiên đã phá hoại sự ổn định, tin tưởng lẫn nhau và tự tin trong khu vực, điều mà chính quyền Thổ Nhĩ Kỳ cực kỳ phản đối. Ông hối thúc nước này quay lại bàn đàm phán sáu bên, xem chúng là cách tốt nhất có thể bảo đảm sự phi hạt nhân hóa trên bán đảo Triều Tiên[8].
- Uganda: Đại diện thường trực Ruhakana Rugunda nhắc lại ý kiến của Hội đồng, vì nó "quan trọng để đạt được phi hạt nhân hóa trên bán đảo Triều Tiên"[8].
- Việt Nam: Đại diện Lê Lương Minh đã ủng hộ sự đồng thuận của Hội đồng, nhấn mạnh rằng quốc gia của ông luôn ủng hộ sự phi hạt nhân hóa nhưng cũng lưu ý rằng sự trừng phạt không nên có tác động ngược đến dân chúng Bắc Triều Tiên[8].

### Các quốc gia Liên Hợp Quốc khác
- Hàn Quốc: Hàn Quốc được mời tham dự phiên họp. Đại diện Park In-kook nói rằng vụ thử hạt nhân đã vi phạm các nghị quyết của Hội đồng và "thách thức các cảnh báo của cộng đồng quốc tế", đe dọa hòa bình và sự ổn định trong khu vực, do đó tất cả các quốc gia thành viên nên bảo đảm rằng họ sẽ thực thi lệnh trừng phạt một cách đầy đủ. Ông nói rằng chính quyền Hàn Quốc hối thúc mạnh mẽ Bắc Triều Tiên quay lại bàn đàm phán sáu bên và từ bỏ các chương trình vũ khí và tên lửa hạt nhân[8].

## Phản ứng của Bắc Triều Tiên
Một tờ báo chính thức nói rằng quốc gia này xem các lệnh trừng phạt mới là "lời tuyên chiến". Để phản ứng lại, một tuyên bố của Bộ ngoại giao, do Cơ quan Thông tấn Trung ương Triều Tiên (KCNA) phát ra, nói rằng quốc gia này sẽ "vũ khí hóa tất cả plutonium" và đã xử lý lại hơn "một phần ba lượng nhiên liệu hạt nhân đã sử dụng của chúng tôi". Cơ quan này cũng thông báo họ sẽ bắt đầu làm giàu uranium. Lời tuyên bố xem bất kỳ nỗ lực bao vây nào đều là "hành động chiến tranh sẽ giáp mặt với một câu trả lời bằng quân sự dứt khoát", và sẽ "chống lại 'sự trừng phạt' bằng cách trả đũa và 'đương đầu' với tất cả ai muốn đương đầu", cáo buộc nghị quyết là một sản phẩm do Hoa Kỳ cầm đầu nhằm chống lại quốc gia này. Tuyên bố của Bộ Ngoại giao Bắc Triều Tiên trên KCNA tiếp tục:
 Hoa Kỳ và Nhật Bản, không bằng lòng với "nghị quyết" này, đang âm mưu những kịch bản dơ bẩn nhằm bổ sung thêm sự "trừng phạt" của chính họ vào những nghị quyết chống lại CHDCND Triều Tiên đã có bằng cách dựng lên những vấn đề tưởng tượng về "rửa tiền" và "buôn lậu ma túy". Hoa Kỳ đã xúi giục Hội đồng Bảo an Liên Hợp Quốc để bị lôi kéo ngày càng sâu vào nhằm bưng bít CHDCND Triều Tiên, dẫn đến việc tạo ra sự cẳng thẳng gay gắt chưa từng thấy tại Bán đảo Triều Tiên.
...

Nếu bất cứ nước nào khác rơi vào hoàn cảnh giống CHDCND Triều Tiên, họ sẽ nhận thẩy rằng CHDCND Triều Tiên không bao giờ lựa chọn nó mà là bị ép buộc phải tiến đến hạt nhân để đối mặt với chính sách thù địch của Hoa Kỳ và nguy cơ hạt nhân từ họ. Thậm chí việc CHDCND Triều Tiên nghĩ đến việc từ bỏ chương trình hạt nhân đã là một lựa chọn hoàn toàn không thực hiện được. Đối với CHDCND Triều Tiên, không có sự khác biệt nào nếu tình trạng hạt nhân được công nhận hay không.
Một bài xã luận trên báo Rodong Sinmun khẩng định Hoa Kỳ đã chuẩn bị 1000 vũ khí hạt nhân tại Hàn Quốc để tấn công Bắc Triều Tiên, còn tờ Tongbil Sinmun cảnh báo rằng chiến tranh hạt nhân có thể nổ ra tại bán đảo Triều Tiên. Phát ngôn viên quân đội Hoa Kỳ đã mô tả lời khẳng định là "vô căn cứ", bổ sung thêm rằng các vũ khí đã bị hủy diệt theo hiệp ước năm 1991.
Vào ngày 15 tháng 6, chính quyền Bắc Triều Tiên đã tổ chức một cuộc phản đối khổng lồ với 100.000 người tham dự tại quảng trường Kim Il-sung ở Bình Nhưỡng để phản đối Nghị quyết 1874. Thư ký Hội đồng Trung ương Đảng Công nhân Triều Tiên Kim Ki Nam buộc tội Hoa Kỳ gây áp lực bằng sự trừng phạt, bổ sung rằng chúng sẽ không làm CHDCND Triều Tiên yếu đi.